# Марае

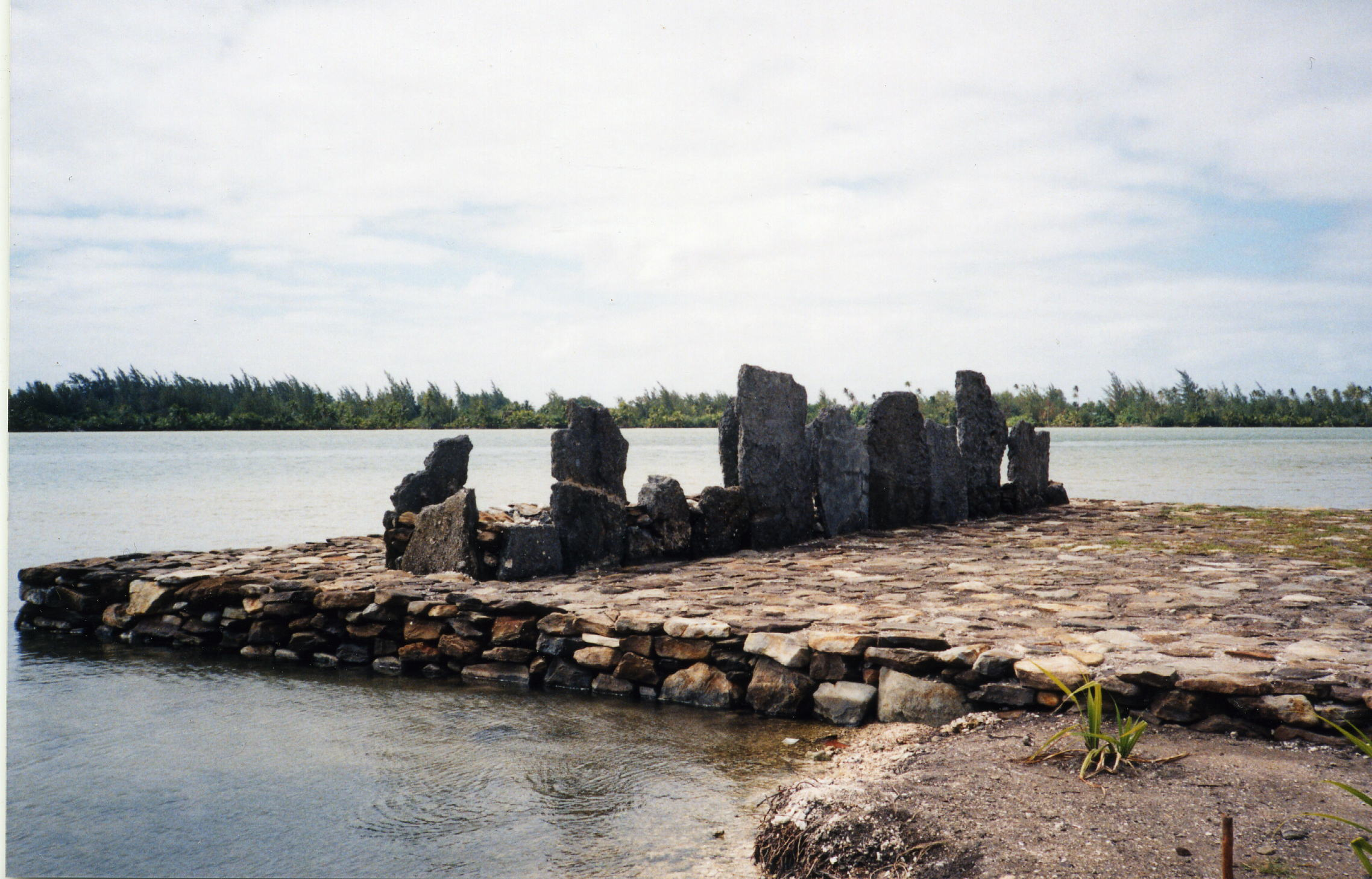
Марае на острові Хуахіне.

Марае (marae: в мовах маорі, маорі островів Кука та таїті), малае (mala'e: в тонганській мові; malae: в самоанській та гавайській мовах) — священне місце в дохристиянських полінезійських суспільствах, що використовувалося як в релігійних, так і в громадських цілях.
В  Новій Зеландії і на Самоа марае відіграє насамперед роль місця для зборів .
У перекладі з усіх полінезійських мов означає «очищене, вільний від бур'янів та дерев місце». Як правило, марае складається з очищеного майданчика прямокутної форми, який огороджений камінням або дерев'яними стійками (в мовах таїті та маорі островів Кука вони називаються «ау»), іноді з терасами (паепае), які в минулому використовувалися в церемоніальних цілях, в тому числі для коронації місцевих правителів. У центрі розташовується камінь аху (ahu) або ау (a'u).
У деяких полінезійських товариств, перш за все в середовищі новозеландських маорі, марае досі грають важливу роль в повсякденному житті. Проте на тропічних островах Полінезії більшість марае було зруйноване або залишені без нагляду після появи в XIX столітті  християнських місіонерів. Наразі більшість з них є об'єктами вивчення з боку археологів, а також є туристичними пам'ятками. У той же час на багатьох островах марае досі вважаються священним місцем, тому будь-яке будівництво на їх місці заборонено.
Гавайські храми називаються не «марае», а «хеіау», проте в іншому схожі на марае.

## Історія

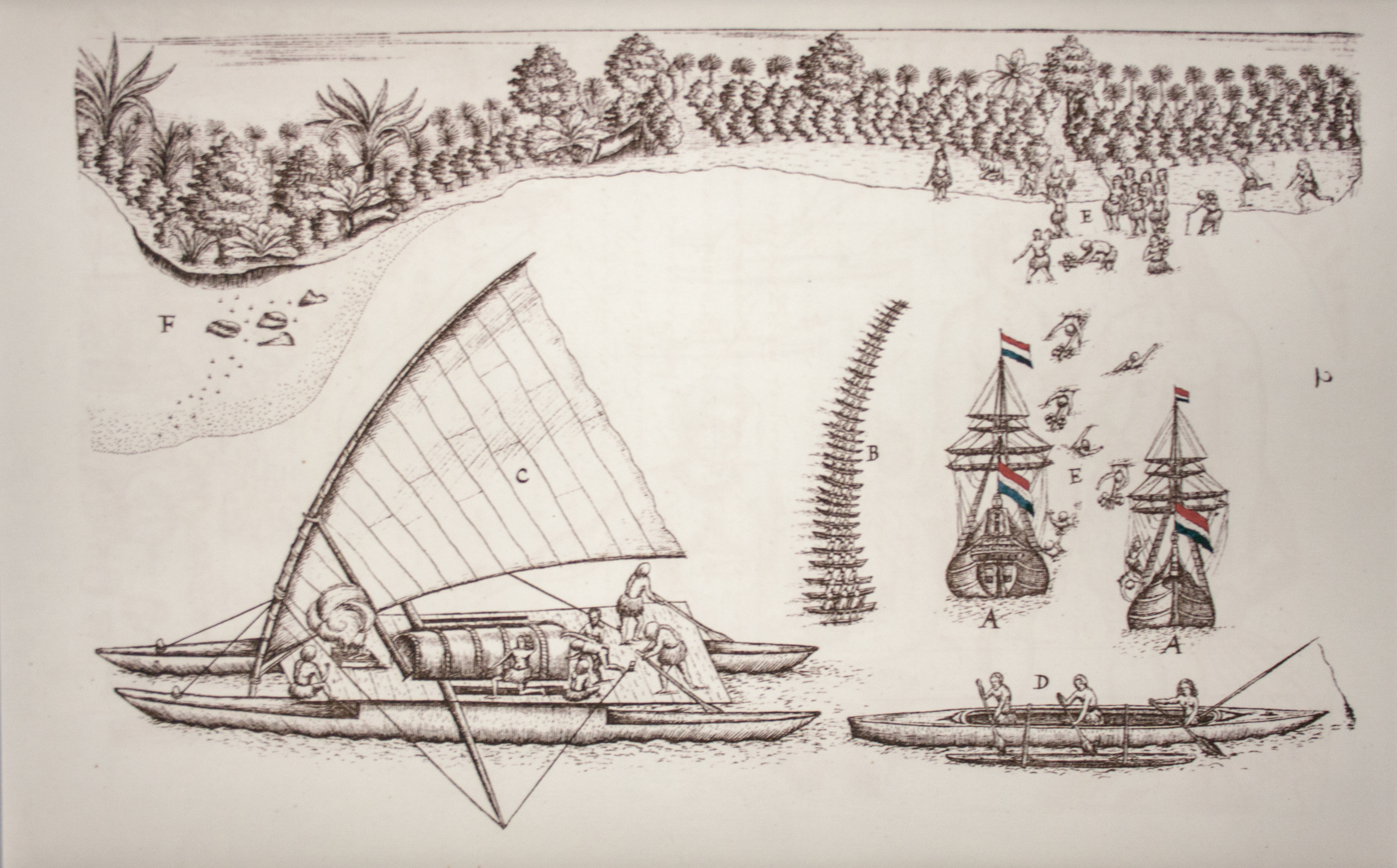
C — подвійне вантажне каное

Марае вперше з'явилися у праавстронезійськіх народів культури лапіта, що обживали Тихий океан близько 1100 років до нашої ери. У центрі марае знаходився базальтовий камінь аху (ahu), який у деяких культур перетворився на вівтар, що стоїть на посипаному базальтовими камінцями дворику атеа (ātea). Жерці читали там молитви богам, туди ж приносили жертви до важливих подій: народжень дітей, смертей, перемог у війнах, одружень. Жертвували зазвичай банани, кокоси, рибу, в рідкісних випадках — «небажаних» людей (старих, бранців, дуже рідко жінок).
Одним з найдавніших і найбільш відомих марае тихоокеанського регіону є Тапутапуатеа на острові Раіатеа. Тут збиралися і обмінювалися знаннями тихоокеанські навігатори, удосконалювали свої каное; найбільші з подвійних каное могли перевозити більше 100 чоловік на відстані більше 1500 км. Тапутапуатеа складається з платформи розміром 40 × 7 м, вимощеної гладким камінням, по краях якої встановлені кам'яні пластини. Це марае спочатку було присвячено бога-творця Таароа, проте піднесення бога Оро в XIV столітті призвело до того, що Оро став головним божеством цього марае і навпаки: Тапутапуатеа стало його головним храмом.
Оро, який до того був богом світу, став вважатися божеством війни, і йому почали приносити в жертви тварин і людей. Останні дари до Тапутапуатеа були відправлені у 1350-х роках.
Марае могло обслуговувати членів однієї розширеної родини і бути присвяченим їхнім пращурам.

## Нова Зеландія

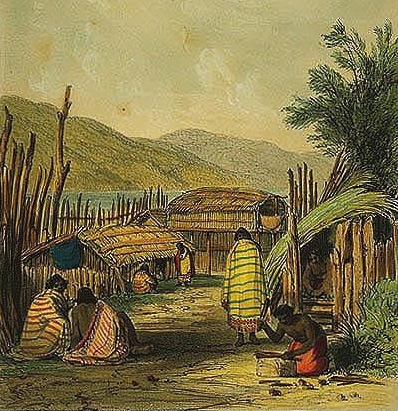
Марае маорі середини XIX ст.

Сучасне марае маорі є замкнутим простором перед фаренуі (маорі — «wharenui»}), або громадським будинком. Однак найчастіше позначення «марае» поширюється на цілий комплекс, що включає в себе будівлі і відкритий простір. Точна назва місця перед общинним будинком — марае-атеа (маорі — «marae ātea»).

### До європейського контакту
Коли предки маорі заселили Північний і Південний острови Нової Зеландії, вони вже вміли культивувати солодку картоплю — кумара (kūmara). Склад для зберігання кумари, патака, поступово перетворився в найбільш прикрашену різьбленням будівлю марае, яка демонструвала економічну міць спільноти. Приблизно з 600-250 до н. е. маорі перестали підтримувати контакти з іншими тихоокеанськими культурами і опинилися в ізоляції.
Від марае відокремилися па, де маорі жили і зберігали продукти, а марае залишилися ритуальні та освітні функції. Аху, що до того стояли в центрі атеа, були перейменовані на туаху (tūāhu) і перемістилися до прихованого від сторонніх очей місця, доступ до них залишився тільки у верховних жерців. Атеа перетворилися на суспільні центри, керовані рангатирами, а туах почали асоціюватися виключно з фарі-вананга (whare wānanga), освітніми установами; цей поділ унікальний для Нової Зеландії.
Прибулий на Північний острів разом з Джеймсом Куком таїтянський навігатор Тупаіа зробив висновок, що марае — це місце поклоніння богам, а сам Кук — що це укріплення; обидва вони частково мали рацію. У наступні десятиліття багато марае перемістилися в зручні для торгівлі місця.

### XVIII—XX століття

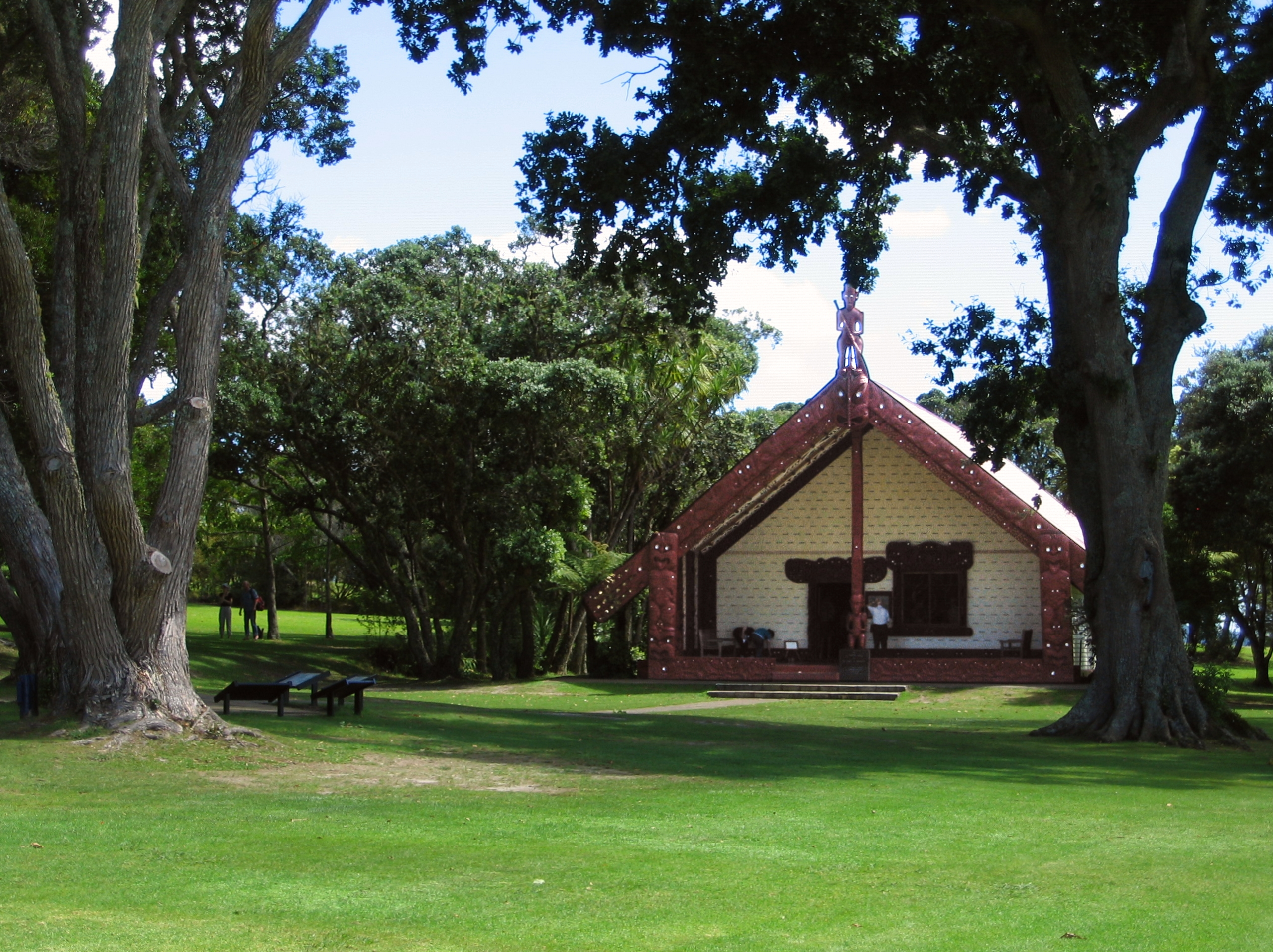
Марае в Вайтангі

До 1830-х комплекси па і марае здебільшого зникли через переміщення і згодом — війни та епідемії принесених європейцями хвороб. Атеа збереглися, тоді як туаху перестали використовуватися в 1820-х: маорі переймали знання у місіонерів і будували в своїх нових поселеннях церкви, тоді як туаху стали занедбаними. Маорі вступили в ринкову економіку і почали будувати в поселеннях торгові флоти, але із закінченням золотої лихоманки в Австралії їхні прибутки впали. В результаті конфліктів з британською владою вожді хапу стали скликати великі збори для всього племені, для чого почали будувати великі будинки зборів або фарі-хуі.
Конфіскації, проведені британською владою, залишили маорі найменш родючі і найбідніші ресурсами землі, через туберкульоз та інші захворювання їхня чисельність впала у кілька разів, і традиційний життєвий уклад, що обертався навколо марае, був знищений. Марае залишався центром культурної ідентичності, частково тому, що там проходили прощання з померлими.
Завдяки зусиллям Апірани Нгата вплив маорі на політику країни почав збільшуватися; паралельно з цим він відкрив Новозеландський інститут мистецтв і ремесел маорі, випускники якого зайнялися оновленням і перебудовою споруд на марае. Також завдяки Нгата з'явилися марае і багато прикрашений фарі-факаіро у Вайтангі, що не афілійовані з конкретним іві (племенем) і належать усім новозеландцям.
У 1950-х міграція маорі до міст залишила багато марае без постійного населення. Економічна рецесія сильно ударила по маорі, багато хто втратив можливість їздити на землі предків, і в містах стали будувати марае, не прив'язані до конкретних іві (племен).

### XXI століття

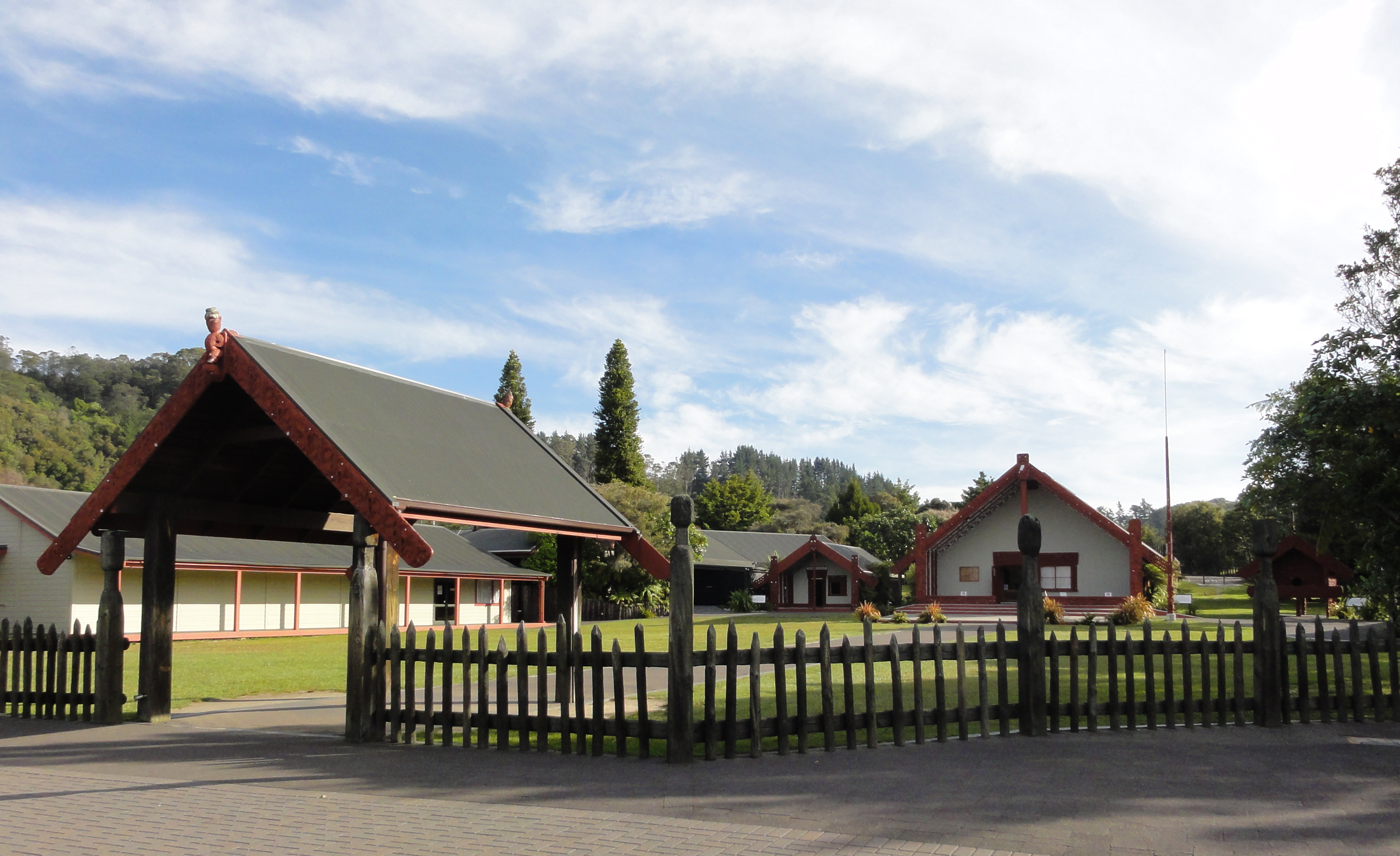
Марае за парканом в селі Факареварева в Роторуа

Марае досі відіграє важливу роль в житті маорі. Марае вважається вахі-тапу (маорі — «wāhi tapu»), тобто священним місцем. На його території можуть проводити різні урочисті заходи, безпосередньо пов'язані з культурною спадщиною маорі (наприклад, привітальні церемонії, дні народження, а також збіговиська, іменовані хуі). Історично маорі нерідко вітали прибулих здалеку відвідувачів, і привітальні церемонії стали глибоко ритуалізованими і складними. 
У марае відбуваються привітальні церемонії, пофірі (маорі — «pōwhiri»), які об'єднують ораторське мистецтво, виконавські види мистецтв і військову справу. На території деяких марае жінкам заборонено виголошувати промови. Общинний будинок перед відкритим простором використовується для проведення важливих громадських зборів, ночівлі або ремісничих робіт. Фарекаі (маорі — «wharekai»), або обідній зал, використовується перш за все для великих общинних трапез, хоча в ньому можуть проводитися й інші заходи.
Згідно з відповідним новозеландським законом 1993 року, марае мають охоронний статус. У кожного марае є опікунська рада, яка несе відповідальність за його використання та підтримання його в порядку.

### Французька  Полінезія

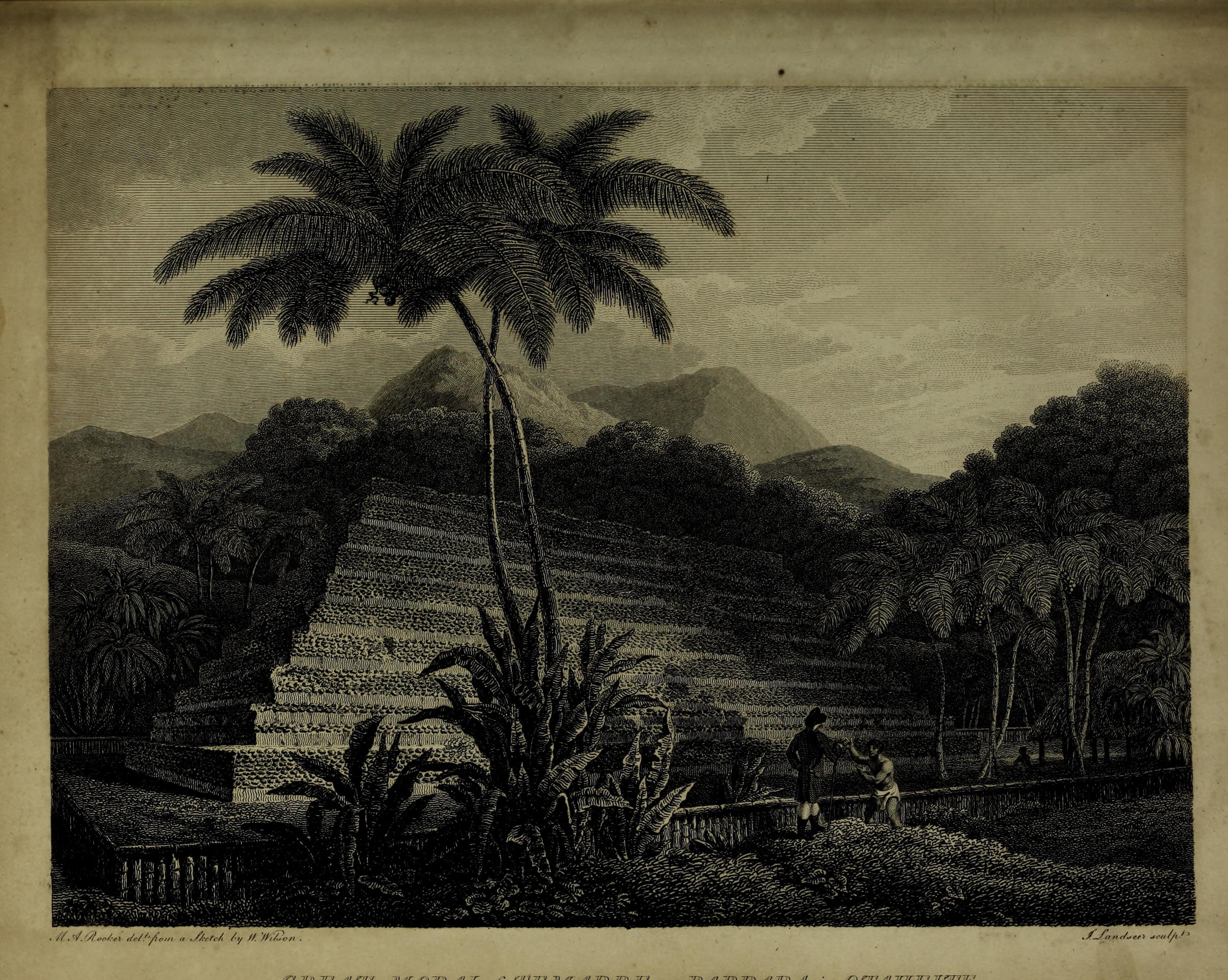
Марае Махаіатеа, малюнок Джеймса Вілсона

Найбільші і наскладніше влаштовані марае будували на Маркізьких островах, за ними слідували Острови Товариства. Герман Мелвілл описав марае на Маркізьких островах довжиною 30 м і висотою 4,6 м, у верхній частині якого розташовувалося кілька будівель і статуй. Велике марае Махаіатеа на Таїті мало вигляд 11-ступеневої піраміди зі сторонами 22×81 м, що здіймалася на 15,5 м. Дослідник Джеймс Вілсон описав і замалював його, а потім опублікував ці відомості в подорожніх нотатках під заглавловком «Подорож місіонера до південної частини Тихого океану».

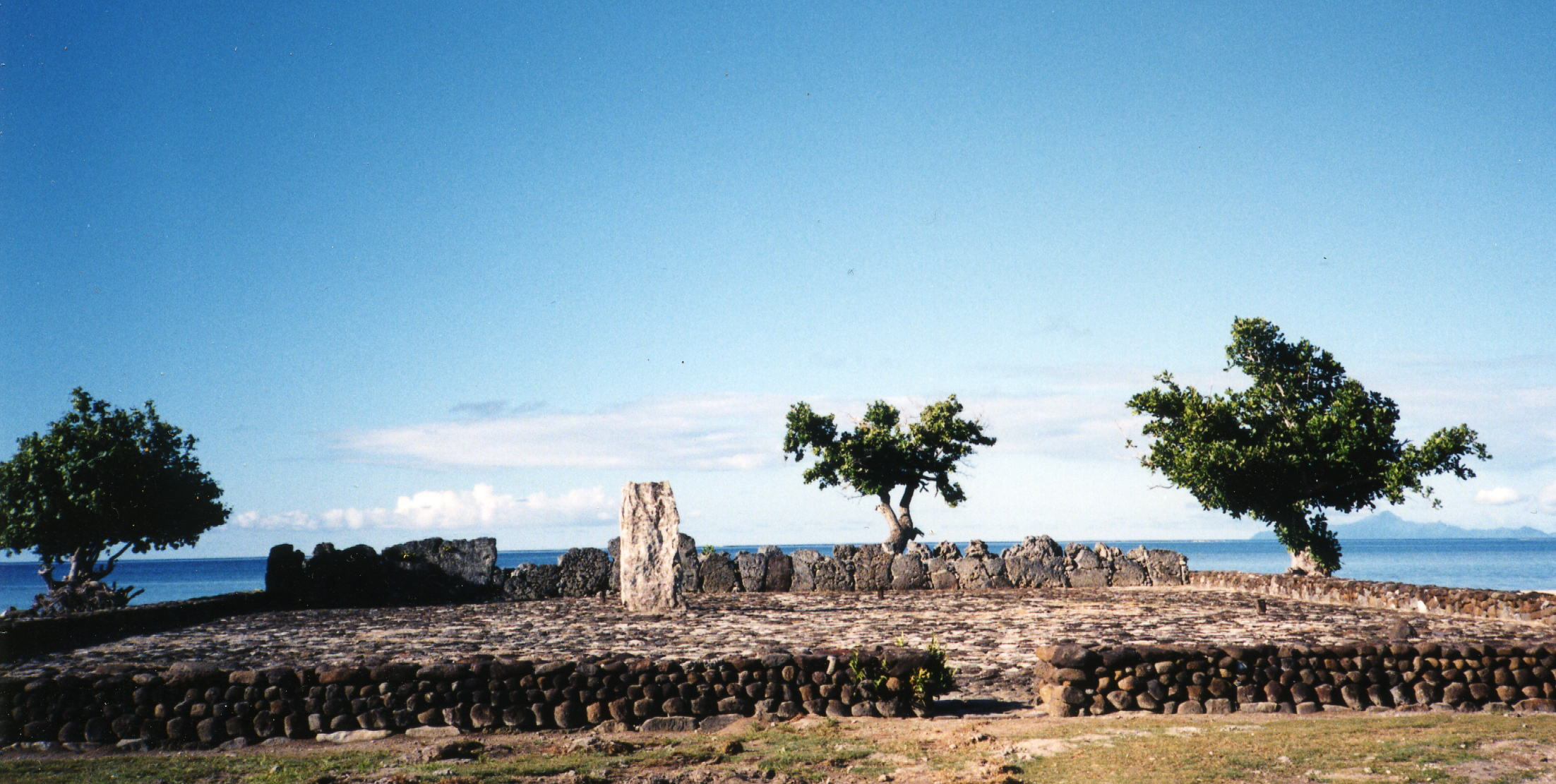
Марае Тапутапуатеа на острові Раіатеа

Марае відігравали важливу роль в житті давніх жителів острова Таїті. Вони являли собою священний майданчик прямокутної форми, в одному з кутів якого на піднятій прямокутній платформі під назвою аху перебувала статуя божества. Ця статуя, як правило, робилася з деревини залізного дерева, яку потім обгортали в матерію під назвою тапа. Місцезнаходження статуї, як і ключових ідолопоклонників, позначали прямостоячі кам'яні плити. Подібний тип марае в минулому був поширений на багатьох островах Східної Полінезії, в тому числі на островах Туамоту і деяких Гавайських островах.
Крім великих марае, на острові Таїті були поширені і малі марае: вони не завжди були обгороджені кам'яною кладкою, міг бути відсутнім аху. На навітряній групі островів Товариства (перш за все Таїті і Муреа) аху, як правило, мав ступеневу форму (загальна кількість ступенів не перевищувала п'яти; виняток — марае Махаіатеа, збудоване на острові Таїті в 1769 і облицьоване обтесаним каменем, як і навколишні стіни. Марае ж Підвітряних островів, як правило, не були обгороджені обтесаним камінням, а аху був простою платформою, обкладеною звичайним вапняковим камінням.